# Oxyurichthys cornutus
Oxyurichthys cornutus är en fiskart som beskrevs av Mcculloch och Waite, 1918. Oxyurichthys cornutus ingår i släktet Oxyurichthys och familjen smörbultsfiskar. Inga underarter finns listade i Catalogue of Life.